# Всероссийский центральный исполнительный комитет Советов рабочих и солдатских депутатов
Всероссийский центральный исполнительный комитет Советов рабочих и солдатских депутатов (ВЦИК) (июнь — ноябрь 1917) — постоянный орган, сформированный I Всероссийским съездом Советов рабочих и солдатских депутатов (проходившим с 3 (16) июня по 24 июня (7 июля) 1917 года в Петрограде).
Съезд избрал ВЦИК в составе 320 депутатов. В него вошли 123 меньшевика, 119 эсеров, 58 большевиков, 13 «объединённых социал-демократов», 7 прочих, что примерно соответствовало эсеро-меньшевистскому составу делегатов I Съезда Советов. Председателем ВЦИК стал меньшевик Н. С. Чхеидзе.
После июльских событий представители ВЦИК приняли участие в работе Комиссии по водворению порядка в Петрограде, созданной Временным правительством. ВЦИК поддержал действия Временного правительства, приветствовал назначение эсера А. Ф. Керенского министром-председателем правительства и принял решение о признании за правительством неограниченных полномочий.
До августа 1917 года заседал в Таврическом дворце, после чего переехал в Смольный.
В начале сентября, после ликвидации корниловского мятежа, ВЦИК совместно с Исполкомом Всероссийского Совета крестьянских депутатов инициировал созыв Демократического совещания — в противовес августовскому Московскому государственному совещанию. В телеграмме, приглашавшей представителей партий и общественных организаций принять участие в совещании, подписанной председателями ЦИКов Н. С. Чхеидзе и Н. Д. Авксентьевым, говорилось о «созыве в Петрограде съезда всей организованной Демократии России для создания сильной революционной власти, способной объединить всю революционную Россию для отпора внешним врагам и для подавления всяких покушений на завоёванную свободу».
ВЦИК пытался противодействовать начавшемуся в августе процессу большевизации Советов, который активизировался в сентябре — октябре 1917 года и сопровождался вытеснением из этих органов власти ранее доминировавших в них умеренных социалистов, в первую очередь эсеров и меньшевиков.
К началу ноября большевики занимали до 90 % мест в Петроградском Совете, до 60 % в Московском, большинство мест в 80 местных Советах крупных промышленных городов. В сентябре большевик Ногин В. П. стал председателем Президиума Моссовета, Лев Троцкий — председателем Петросовета. На сторону большевиков перешли солдатские комитеты, в первую очередь Северного и Западного фронтов, Петроградский гарнизон и Центробалт. На II съезде депутатов Балтфлота был избран большевистско-левоэсеровский ЦК Балтфлота. «Большевизация» солдатских комитетов, начавшись снизу, дошла до комитетов полкового уровня. В то же время армейские комитеты вплоть до ноября 1917 года оставались эсеро-меньшевистскими.
Получив абсолютное большинство мест в Петросовете, большевики начали активную работу по завоеванию приближающегося II Всероссийского съезда Советов, и, соответственно, его постоянного органа — ВЦИК. В преддверии II Съезда большевистский Петросовет организовал проведение I Съезда Советов Северной области, в которую был включён Петроград, с участием представителей Балтийского флота. Съезд, прошедший 11—13 (24—26) октября в Петрограде, характеризовался резким преобладанием радикальных социалистов — большевиков и левых эсеров.
Эсеро-меньшевистский ВЦИК отказался признавать законность этого съезда, обвинив большевиков в нарушении процедур избрания делегатов. С другой стороны, руководство РСДРП(б), и в первую очередь лично Ленин, рассматривали возможность объявить высшей властью именно Съезд Северной области, однако делегаты приняли резолюцию о том, что вопрос о власти должен решить II Всероссийский съезд Советов. Северный областной комитет, избранный на съезде в составе 11 большевиков и 6 левых эсеров, развернул бурную деятельность по подготовке II Всероссийского съезда. Эта деятельность проходила на фоне нежелания меньшевиков и правых эсеров вообще созывать этот Съезд как фактически предрешавший волю Учредительного собрания по вопросу о власти в стране. Особенно сильным было противодействие правоэсеровских постоянных органов I Всероссийского Съезда Советов крестьянских депутатов. Антикоммунистически настроенный советолог Ричард Пайпс также считает, что инициатива областного Съезда Советов по созыву II Всероссийского Съезда Советов являлась незаконной и не согласованной со старыми советскими органами. Согласно существовавшим на тот момент процедурам, созывать новый Всероссийский съезд Советов имел право только ВЦИК — постоянный орган предыдущего Съезда, однако ВЦИК был по составу эсеро-меньшевистским и созывать новый Съезд он не собирался. Старый ВЦИК заявил, что II Съезд будет лишь незаконным «частным совещанием отдельных Советов». 19 октября официальная советская газета «Известия» отметила, что

Никакой другой комитет [кроме ВЦИК] не уполномочен и не имеет права брать на себя инициативы созывать съезд. Тем менее имеет на то право Северный областной съезд, созванный с нарушением всех правил, установленных для областных съездов и представляющий случайно и произвольно подобранные Советы.

Эсеро-меньшевистский ВЦИК обвинил большевиков в махинациях при организации выборов II Съезда; выборы солдатских делегатов проходили не от эсеро-меньшевистских солдатских комитетов уровня армий, а от настроенных в основном пробольшевистски солдатских комитетов уровня полков, дивизий и корпусов, причём большевики развернули деятельность по переизбранию и армейских комитетов. Кроме того, большевики в полной мере воспользовались существовавшей тогда в системе Советов хаотичностью и непропорциональным представительством, искусственно завысив число делегатов от тех Советов, где они имели большинство. В результате, например, 10 % делегатов Съезда составили латыши, что никак не соответствовало их доле в населении. Крестьянское большинство населения страны, поддерживавшее в первую очередь эсеров, на Съезде вообще не было представлено; II Всероссийский Съезд крестьянских депутатов проходил, как и I Съезд, отдельно от Съезда рабочих и солдатских депутатов.
Заранее объявив II Съезд Советов незаконным, ВЦИК, однако, согласился на его созыв, перенеся только дату открытия Съезда с 20 на 25 октября. Съезд открылся 25 октября (7 ноября) в 22:40, в разгар начавшегося в Петрограде вооружённого восстания. Старый состав ВЦИК осудил большевиков, заявив, что

Центральный исполнительный комитет считает II съезд несостоявшимся и рассматривает его как частное совещание делегатов-большевиков. Решения этого съезда, как незаконные, Центральный исполнительный комитет объявляет необязательными для местных Советов и всех армейских комитетов. Центральный исполнительный комитет призывает Советы и армейские организации сплотиться вокруг него для защиты революции. Центральный исполнительный комитет созовёт новый съезд Советов, как только создадутся условия для правильного его созыва.
26 октября (8 ноября) на вечернем заседании съезда Ленин предложил распустить старый состав ВЦИК, выбрав вместо него новый состав ВЦИК и сформировав временное рабоче-крестьянское правительство — Совет Народных Комиссаров.
Среди 101 членов нового ВЦИК было 62 большевика и 29 левых эсеров. Хотя большевики и левые эсеры заранее обеспечили себе большинство, во ВЦИК были также представлены близкая к большевикам фракция меньшевиков-интернационалистов, украинские социалисты, имелся один представитель радикальной фракции эсеров-максималистов. Представители умеренных социалистов из-за своего бойкота в состав ВЦИК так и не вошли. Председателем ВЦИК стал Л. Б. Каменев. 27 октября (9 ноября) Съезд выпустил обращение к местным Советам с призывом «сплотиться вокруг нового состава ВЦИК», полномочия комиссаров прежнего (эсеро-меньшевистского) состава ВЦИК в армии и на местах объявлялись прекращёнными.
1 (14) ноября 1917 года новый ВЦИК принял резолюцию «Об условиях соглашения с другими партиями», в которой прямо указал, что считает «соглашение социалистических партий желательным». Условия подобного соглашения были выдвинуты следующие:

1. Признание программы Советского правительства, как она выражена в декретах о земле, мире и обоих проектах о рабочем контроле.
2. Признание необходимости беспощадной борьбы с контрреволюцией (Керенский, Корнилов и Каледин).
3. Признание Второго Всероссийского съезда единственным источником власти.
4. Правительство ответственно перед Центральным Исполнительным Комитетом.
5. Дополнение Центрального Исполнительного Комитета, кроме организаций, не входящих в состав Советов, представителями от непредставленных в нём Советов рабочих, солдатских и крестьянских депутатов; пропорциональное представительство покинувших съезд Советов рабочих и солдатских депутатов, Всероссийских профессиональных организаций, как то: Совета профессиональных союзов, Союза фабрично-заводских комитетов, Викжеля, Союза почтово-телеграфных рабочих и служащих, при условии и только после перевыборов Всероссийского Совета крестьянских депутатов и тех воинских организаций, которые не переизбирались за последние три месяца.

15 (28) ноября 1917 года произошло слияние ВЦИК, избранного II Всероссийским съездом Советов рабочих и солдатских депутатов, с Исполнительным комитетом (108 чел.), избранным на Чрезвычайном Всероссийском крестьянском съезде, после чего левые эсеры всё же согласились войти в Совнарком, составив с большевиками правительственную коалицию.